# Folkungasagan
Folkungasagan est une pièce de théâtre d'August Strindberg de 1899.
La pièce est l'un des drames historiques de Strindberg et est une tragédie dont le sujet est le roi suédois Magnus Eriksson.
Dans la pièce, Magnus Eriksson est dépeint comme un bouc émissaire pour l'effusion de sang contre Magnus Birgersson, qui s'est produite lorsque Magnus Eriksson avait quatre ans. Les critiques de théâtre ont mis l'accent sur la description du Moyen Âge et de ses habitants.

## Productions théâtrales

### Première représentation
La première s'est déroulée en 1901 au Théâtre suédois (en) de Stockholm dans une mise en scène de Karl Hedberg (sv) et a été appréciée du public et des critiques.
À ce moment-là, les pièces Gustav Vasa (sv) et Erik XIV (sv) avaient déjà été jouées.